# Koranji (Cadasari)
Koranji is een bestuurslaag in het regentschap Pandeglang van de provincie Banten, Indonesië. Koranji telt 2189 inwoners (volkstelling 2010).